# Voleibol de praia nos Jogos Sul-Americanos de Praia de 2011
As competições de voleibol de praia nos Jogos Sul-Americanos de Praia de 2011 ocorreram entre 1 e 4 de dezembro em um total de 2 eventos. As competições aconteceram no Arena Olímpica, localizado em Manta, Equador.

## Forma de disputa
As competições de voleibol de praia foram disputadas por atletas sem restrição de idade. O torneio masculino foi disputado por quinze duplas divididas em quatro grupos, com as duas melhores equipes de cada grupo avançando à fase eliminatória. O torneio feminino possuiu a mesma fórmula de disputa com 16 duplas participantes.

## Calendário
| G | Fase de grupos | ¼ | Quartas de final | ½ | Semifinais | B | Disputa pelo bronze | F | Final |

| Masculino | G | G | ¼ | ½ | B | F |
| Feminino  | G | G | ¼ | ½ | B | F |

## Participantes
Ao todo, 31 duplas representando dez países se inscreveram, quinze duplas no torneio masculino e dezesseis duplas no feminino.
| - ARG Argentina (4) - BRA Brasil (4) - BOL Bolívia (2) - CHI Chile (2) - COL Colômbia (2) | - ECU Equador (4) - PAR Paraguai (2) - PER Peru (3) - URU Uruguai (4) - VEN Venezuela (4) |

## Medalhistas
| Evento             | Ouro                                       | Prata                                         | Bronze                                                        |
| ------------------ | ------------------------------------------ | --------------------------------------------- | ------------------------------------------------------------- |
| Masculino detalhes | Moisés Santos Vitor Felipe BRA Brasil      | Igor Hernández Farid Mussa VEN Venezuela      | Nicolas Zanotta Zuccoli Guillermo Williman Antoni URU Uruguai |
| Feminino detalhes  | Rebecca Cavalcante Neide Sabino BRA Brasil | Ana Gallay Maria Virginia Zonta ARG Argentina | Elize Maia Secomandi Bárbara Seixas BRA Brasil                |

## Quadro de medalhas
| Ordem | País          | Medalha de ouro | Medalha de prata | Medalha de bronze | Total | Ordem por total |
| ----- | ------------- | --------------- | ---------------- | ----------------- | ----- | --------------- |
| 1     | BRA Brasil    | 2               |                  | 1                 | 3     | 1               |
| 2     | VEN Venezuela |                 | 1                |                   | 1     | 2               |
| 3     | ARG Argentina |                 | 1                |                   | 1     | 2               |
| 4     | URU Uruguai   |                 |                  | 1                 | 1     | 3               |
| TOTAL | TOTAL         | 2               | 2                | 2                 | 6     | —               |